# Publius Sulpicius Quirinius
Publius Sulpicius Quirinius (ca. 45 v.Chr. - 21 n.Chr.; Oudgrieks: Κυρήνιος / Kyrénios) was een Romeinse senator en proconsul van Syria.

## Afkomst
Publius Sulpicius Quirinius werd rond 45 v.Chr. in Lanuvium geboren, een stad in de buurt van Rome. Zijn familie was welgesteld, maar had geen senatoren noch magistraten voortgebracht.
Door de opkomst van Gaius Julius Caesar Octavianus, die als Imperator Caesar Augustus de eerste princeps werd, openden zich voor Quirinius tevoren gesloten carrièremogelijkheden. Over het verloop van Quirinius’ vroegere loopbaan hebben we echter geen gegevens.

## Proconsul vanCreta et Cyrenaica
In 15 v.Chr. benoemde Augustus hem uiteindelijk als proconsul van de provincia Creta et Cyrenaica. In de Cyrenaica bestreed hij met succes de Garamanten, een Saharastam, die ten zuiden van de grens leefde. Vermoedelijk trouwde Quirinius in deze periode met zijn eerste vrouw, Claudia Appia uit de belangrijke Gens Claudia. Het huwelijk illustreert dat Quirinius zich in Rome in de betere kringen bewoog. Hoelang het huwelijk heeft standgehouden is niet bekend, maar in ieder geval niet langer dan tot 2 v.Chr.

## Consul in Rome
Quirinius keerde als oorlogsheld naar Rome terug en werd in 12 v.Chr. tot consul verkozen. Quirinius moet als consul betrokken zijn geweest bij de ceremoniën rondom Augustus' aanvaarding van het ambt van pontifex maximus in ditzelfde jaar.

## Een eerste termijn in Syrië?

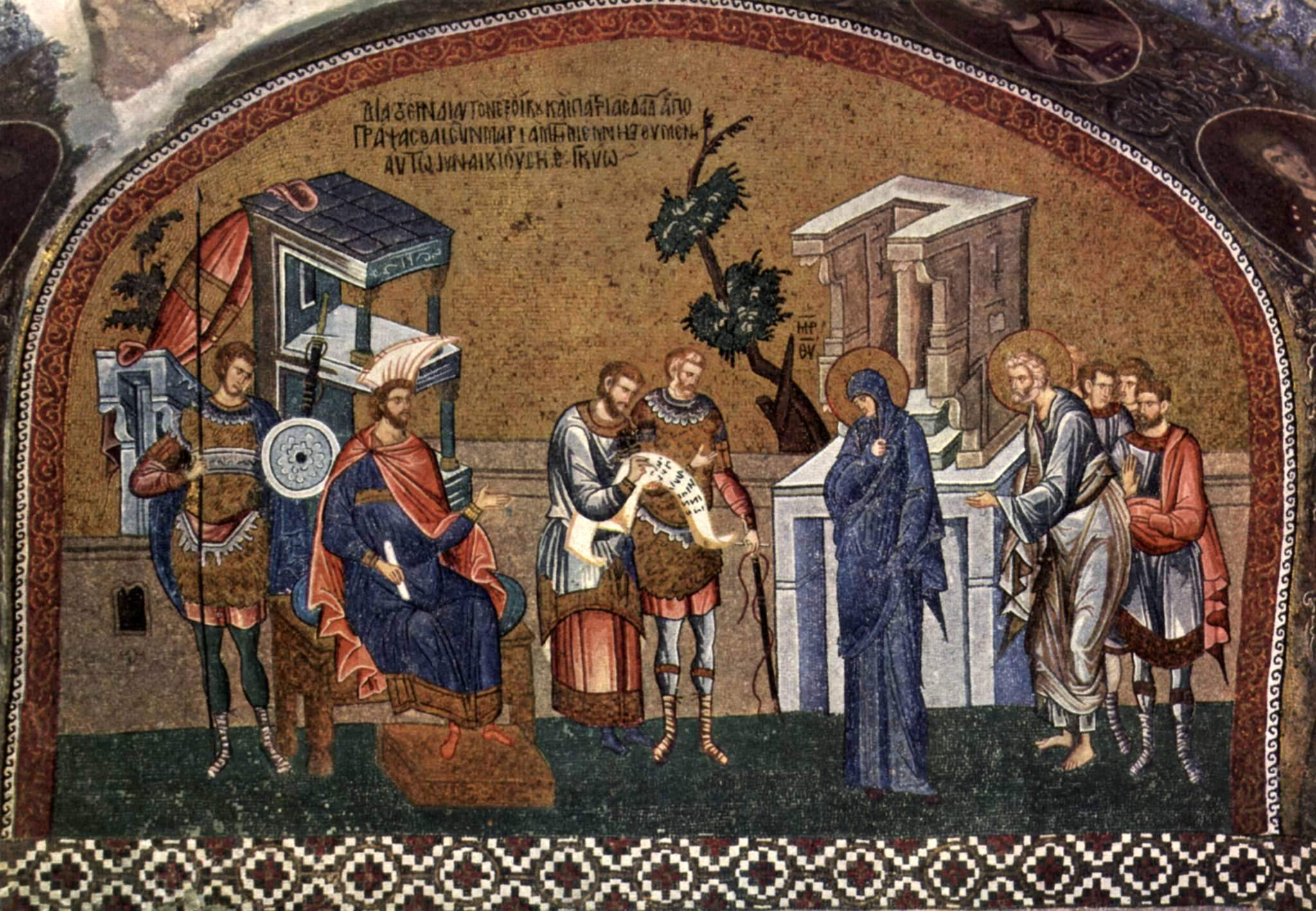
Volkstelling door Quirinius (Byzantijnse mozaïek uit de Kahrié-Djami kerk in Istanboel, ca. 1315-1320)

Het Evangelie volgens Lucas geeft aan dat tijdens een census die plaatsvond in de tijd dat Jezus geboren werd, Quirinius het bewind voerde in Syrië. Zeker is dat de census in Judea van na 6/7 n.Chr. geleid werd door Quirinius, die toen stadhouder van Syria was. Maar volgens Matteüs 2:1 werd Jezus geboren tijdens het koningschap van Herodes de Grote, die in het voorjaar van 4 v.Chr stierf. Waarschijnlijk heeft Lucas (het Lucas-evangelie wordt door historici gedateerd rond 80-90 n.Chr) de onlusten rond de dood van Herodus de Grote (4 v.Chr.) en de onlusten rond de eerste census in Judea onder leiding van Quirinius (ca. 6-8 n.Chr.) door elkaar gehaald. In een omgeving zonder exacte documentatie is het goed voor te stellen dat twee gebeurtenissen van ongeveer een eeuw geleden in de overlevering door elkaar gaan lopen.
Er zijn vele pogingen gedaan om Lucas te 'redden'. Meestal probeert men tussen Quirinius' consulaat in 12 v.Chr. en zijn rector-schap van Gaius (zie hieronder) in 1 v.Chr. een eerdere termijn als stadhouder van Syrië voor hem te vinden. Maar dat lijkt uitgesloten, omdat in de periode 13-4 v.Chr. bekend is wie stadhouder waren van Syrië: Marcus Titius, Sentius Saturninus en Publius Quinctilius Varus. In de periode 4-1 v.Chr. was Lucius Calpurnius Piso Caesoninus waarschijnlijk stadhouder, maar dat is omstreden.
Een beroemde hypothese van W.M. Ramsay is dat Quirinius van 11 tot 7 v.Chr. stadhouder van Syrië was. Dit leidt hij af van Tacitus' vermelding dat Quirinius oorlog tegen de Homanadensers in Zuid-Klein-Azië heeft gevoerd. Maar veel historici vinden het gezocht om aan deze oorlog een stadhouderschap in Syrië te verbinden. Het is waarschijnlijker dat de oorlog tegen de Homanadensers in 5-3 v.Chr. plaatsvond en verbonden dient te worden aan Quirinius' legaatschap in Galatië en Pamphylië (zie hieronder). Bovendien is in de periode 11-7 v.Chr. bekend wie stadhouder van Syrië waren (zie hierboven). Daarom heeft men wel beweerd, dat Quirinius medestadhouder van Syria was, verantwoordelijk voor de militaire zaken. Maar zo'n constructie zou uitzonderlijk zijn.
Tegen een eerste termijn voor Quirinius als stadhouder van Syrië pleit, dat het uitzonderlijk zou zijn als hij tweemaal in dezelfde provincie stadhouder zou zijn geweest. Maar als bewijs van twee ambtstermijnen van Quirinius in Syrië noemt men wel een in Tibur gevonden naamloze inscriptie, de zogenaamde Titulus Tiburtinus. Sinds de 18e eeuw identificeert men de persoon op wie de inscriptie betrekking heeft, regelmatig als Publius Sulpicius Quirinius. Ook al zijn er verschillende andere voorstellen gedaan, toch lijkt het erop dat Quirinius de beste kandidaat is. Als dit klopt, zou de inscriptie volgens sommigen vermelden, dat Quirinius twee keer legatus in Syrië was: leg(atus) pro pr(aetore) Divi Augusti iterum Syriam et Ph(oenicen optinuit). Maar deze passage betekent: "Toen hij voor de tweede keer legatus van de goddelijke Augustus met propraetorische volmacht was, verkreeg hij Syria en Phoenicië." Er staat dus dat de senator tijdens zijn tweede stadhouderschap het bewind voerde in Syrië, niet dat hij dat voor de tweede keer in Syrië deed. Hiermee vervalt het bewijs voor twee ambtstermijnen van Quirinius in Syrië. Als de Titulus Tiburtinus daadwerkelijk betrekking heeft op Quirinius, is deze er zelfs een argument tegen.
Er zijn ten slotte historische problemen met de census zelf. Ten eerste is er geen bewijs voor het onwaarschijnlijke scenario dat Augustus in één edict een census voor heel het Romeinse rijk beval. Ten tweede is het moeilijk voorstelbaar (maar niet onmogelijk) dat de Romeinen een census doorvoerden in Judea voordat dit gebied in 6 n.Chr. bij de provincie Syrië gevoegd werd. Ook de complete stilte van Flavius Josephus hierover is veelzeggend. Maar zelfs als er rond 4 v.Chr. een volkstelling in Palestina plaatsvond, dan nog lijkt het uitgesloten dat Quirinius hierbij betrokken was als stadhouder. Hoogstens is het mogelijk om op basis van Lucas te speculeren dat Quirinius in een speciale functie ergens tussen 12 en 5 v.Chr. deze (vermeende) volkstelling uitvoerde.

## LegatusvanGalatia et Pamphyliaenrectorvan Gaius Caesar
In 5 v.Chr. benoemde Augustus Quirinius waarschijnlijk tot legatus Augusti pro praetore van de provincia Galatia et Pamphylia in het huidige Turkije. Daar bestreed Quirinius de oorlogszuchtige stam van de Homanadensers, waarvoor hij de insignia triumphi (onderscheidingstekens van een triomftocht) ontving. De datering van deze oorlog is niet zeker, maar waarschijnlijk van 5 tot 3 v.Chr.
Of Quirinius' stadhouderschap ook op de rijke provincia Asia sloeg, is onzeker. Het staat echter vast, dat hij zich door zijn daden Augustus’ vertrouwen had gewonnen en daarom als rector (begeleider, vertrouweling) voor Gaius Caesar, de neef en voorbestemde opvolger van Augustus, werd benoemd (2 v.Chr.). Gaius Caesar zou samen met Quirinius de oostelijke provinciae van het Imperium bereizen, om daar ervaring in regeringszaken op te doen. Hij ving zijn reis aan op 29 januari 1 v.Chr.. Vermoedelijk was Quirinius aanwezig toen Gaius Caesar met de Parthische koning Phraataces een pact sloot, en hij was met zekerheid zijn militaire raadsman toen de jonge Caesar Armenië binnentrok. Daarbij werd Gaius Caesar verwond en stierf in 3 n.Chr. aan de gevolgen van deze verwondingen tijdens zijn terugreis naar Rome.

## Legatusvan Syrië
Een weinig later na deze gebeurtenissen werd Quirinius tot legatus over Syria benoemd, een van de belangrijkste provinciae van het Romeinse Rijk. Kort daarvoor had een delegatie van de bevolking van Judea, dat ten zuiden van Syria lag, de impopulaire tetrarch Herodes Archelaüs aangeklaagd bij keizer Augustus wegens wanbeleid. Augustus onthief Archelaüs uit zijn ambt en droeg Quirinius op de rust te herstellen en regelingen te treffen met betrekking tot Archelaüs' bezittingen. Judea werd toegevoegd aan de provincie Syrië en werd bestuurd door een praefectus, die verantwoording verschuldigd was een de legatus van Syrië. (Pas vanaf 44 n.Chr. werd Judea waarschijnlijk een zelfstandige provincia.) Quirinius stelde in Judea Annas als nieuwe hogepriester aan, omdat zijn voorganger te veel met het beleid van Herodes Archelaüs werd geassocieerd.
Nadat Judea hierdoor deel van zijn ambtsgebied was geworden, liet Quirinius daar een volkstelling ten behoeve van de belasting uitvoeren door de praefectus Coponius. Dit stootte op weerstand, onder andere daar de beelden en inscripties op de Romeinse munten, die voortaan noodzakelijk waren voor de betaling van de belastingen, gewoonlijk Romeinse godheden of een portret van Augustus in zijn hoedanigheid als goddelijke keizer toonden: beiden waren in de ogen van de Joodse bevolking onverenigbaar met hun strikt monotheïstisch geloof. Desalniettemin slaagde hij er uiteindelijk met hulp van de voormalige hogepriester Joazar in de meerderheid van de bevolking tot medewerking te bewegen. De weerstand doofde echt niet volledig uit. De Farizeeër Zadok en de Schriftgeleerde Judas de Galileër bleven van mening dat het niet geoorloofd was belasting te betalen aan de keizer. Ze verkondigden dat God alleen heerser over Judea was en dat het daarom blasfemie was een andere heer belasting te betalen. Een rebellie werd volgens hen daarom door God gesteund. De opstand bleef echter vrij beperkt.
Historici die ervan uitgaan dat Quirinius alleen in deze periode legatus van Syrië was (en dus niet een eerdere ambtstermijn in deze provincia bekleed heeft), menen veelal dat de in het Evangelie volgens Lucas vermelde census op deze periode betrekking heeft en dat Lucas de chronologie verwart.
Het staat niet vast tot hoelang Quirinius in Syrië gediend heeft, maar in ieder geval heeft zijn ambtstermijn niet langer geduurd dan tot 12 na Chr., aangezien in dat jaar Quintus Metellus Creticus in de provincie benoemd werd.

## Latere leven
Ook nadat Augustus in 14 n.Chr. was gestorven en Tiberius princeps geworden, bleef Quirinius een belangrijke persoonlijkheid: hij huwde, hoewel hij reeds een oudere man was, voor de twee maal met Aemilia Lepida, familie van de triumvir Lepidus, die eerder het hoogste Romeinse priesterambt van pontifex maximus had bekleed. Ze was in 20 n.Chr. zwanger, maar Quirinius vocht het vaderschap aan, liet zich van Aemilia scheiden en klaagde haar aan voor echtbreuk, waaraan ze ook schuldig werd bevonden.
Quirinius stierf in het volgende jaar. Ter ere van hem werd een publieke begrafenis gehouden. Noch bij Aemilia Lepida noch bij zijn eerste vrouw Claudia Appia liet hij kinderen na.

## Voetnoten
1. ↑  Hij wordt als Kyrénios vermeld in Griekstalige bronnen.
2. 1 2 3  Tac., Ann. III 48.1.
3. ↑  "In die tijd kondigde keizer Augustus een decreet af dat alle inwoners van het rijk zich moesten laten inschrijven. Deze eerste volkstelling vond plaats tijdens het bewind van Quirinius over Syrië. Ook Jozef ging op weg om zich te laten inschrijven. Samen met Maria, zijn aanstaande vrouw, die zwanger was, reisde hij van de stad Nazaret in Galilea naar Judea, naar de stad van David die Betlehem heet, aangezien hij van David afstamde. Terwijl ze daar waren, brak de dag van haar bevalling aan, en ze bracht een zoon ter wereld, haar eerstgeborene." (Lucas 2:1–7 NBV21).
4. 1 2  Flavius Josephus, Ant. 18,1-2.
5. ↑  "Toen Jezus geboren was, in Betlehem in Judea, tijdens de regering van koning Herodes, kwamen er magiërs uit het Oosten in Jeruzalem aan." (Matteüs 2:1 NBV21)
6. ↑  Knoblet, Jerry (2005). Herod the Great. University Press of America, 154–155.
7. ↑  Emil Schürer, The history of the Jewish people in the age of Jesus Christ vol. 1, Edinburgh, 1973, 420-427.
8. ↑  Ronald Syme, 'The Titulus Tiburtinus', Roman Papers vol. 3, ed. A.R. Birley, Oxford, 1984, 882-883.
9. ↑  P. Benoit, ‘Quirinius’, Dictionnaire de la Bible. Supplément dl. 9 (1979), 693-720.
10. ↑  Tac., Ann. III 48.1; cf. CIL VI 17130 en VIII 68.
11. ↑  W. Ramsay, 'Studies in the Roman Province of Galatia I: The Homonadeis and the Homonadensian War', JRS 7 (1917), 229-283 (in het bijzonder 237v.) en T. Corbishley, 'Quirinius and the Census: a Re-study of the Evidence', Klio 29 (1936), 81-93. Zij dateren de Homanadensersoorlog in 11–7 v.Chr.
12. ↑  ILS 918.
13. ↑  Bijv. T. Mommsen (ed.), Res Gestae Divi Augusti: ex monumentis Ancyrano et Apolloniesi, Berlijn, 18832, 175v.
14. 1 2  G. Alföldy, 'Un celebre frammento epigrafico Tiburtino anonymo (P. Sulpicius Quirinus?)', in: I. di Stefano Manzella (ed.), Le iscrizioni dei Cristiani in Vaticano, 1997, 199-208.
15. ↑  H. Braunert, 'Der römische Provinzialzensus und der Schätzungsbericht des Lukas-Evangeliums', Historia 6 (1957), 192–214.
16. ↑  Ronald Syme, ‘Galatia and Pamphylia under Augustus. The Governorships of Piso, Quirinius and Silvanus’, Klio 27 (1934), 122-148.
17. ↑  Barbara Levick, Roman Colonies in Southern Asia Minor. Oxford, 1967, 203-214.
18. ↑  H. Cotton, 'Some Aspects of the Roman Administration of Iudaea/Syria-Palaestina', in: W. Eck (ed.), Lokale Autonomie und röm. Ordnungsmacht, 1999, 75-91.
19. ↑  Flavius Josephus, Ant 18,26.
20. ↑  Flavius Josephus, BJ 2,117-118.
21. ↑  Flavius Josephus, BJ 2,433; Ant 20,102.